# Ител III ап Морган
Ител ап Морган (валл. Ithel ap Morgan; ок. 690 — ок. 750) — король Гвента и Гливисинга (715—750) и был сыном короля Моргана. По другой реконструкции он был сыном Атруиса, сына Фернвайла, сына Итела, сын Моргана.

## Биография
Ител наследовал своему отцу в Гвенте в 710 году или в 715 году.
В Книге из Лландафа он впервые появляется в чартерах с отцом во времена епископа Бертуина. Затем он появляется как государь с двумя сыновьями, Фернвайлом и Мейригом, а также с дворянами Гвайднертом, Элфином и другими. Еще позже с сыном Илиасом, а также с дворянами Элфин, Иднерт ап Идваллон, Донарт ап Юдик и другие. Ещё позже с внуком Габраном ап Фернвайлом, а также Гургант, Гваллонир, Иднерт, Элфин ап Гвидген, Юдик, Артур, Гургенеу, Паскен и другими. Ещё позже с сыном Мейригом, Габраном, а также с Гургантом, Иднертом, Элфином и другими. Затем со всеми своими четырьмя сыновьями и пятым сыном по имени Артвайл.. Имеется чартер во времена Бертуина с двумя другими сыновьями Родри и Рисом. Есть ещё два чартера во время следующего епископа Терчана. Его четыре сына, Меуриг, Рис, Фернвайл и Родри упоминаются вместе как живущие во времена епископа Эльфога. Его жена была, возможно, Риценета..
Согласно «Анналам Камбрии», в 722 году произошло сражение при Пенконе (Пенкоеде; на территории Гламоргана), в котором валлийцы разбили армию Этельбальда Мерсийского.
В Гвентианской Хронике сообщается о битве при горе Карно в 728 году, в котором войско Гвента обратили в бегство англосаксов за реку Аск, так что многие утонули в ней. В 733 произошла битва при Деваудане, в результате долгой и кровавой сечи, бритты были побеждены. В 735 году бриты и англо-саксы вновь сошлись друг с другом в битве при Херефорде, где после тяжелого и кровавого сражения валлийцы одолели саксов.
При епископе Тирчане, Ител упоминается совместно с Эрбигом и своими тремя детьми - Мейриг, Фернвайл и Родри.
Около 743 года на Гвент вновь напал Этельбальд, но уже в союзе с Кутредом Уэссексским, и захватили Эргинг. Два года спустя Ител отвоевал Эргинг и вернул 11 церквей епископу Бертвину.
В Книге Лландафа говорится по этому поводу: «Пусть будет известно, что великие несчастья и грабежи, которые произошли во времена Тельпалдуса и Итайлуса, королей Британии, которые были совершены самой предательской нацией (саксонской), и, прежде всего, на границах Британии (Уэльса) и Аглии (Англии) по направлению к Херфордии, так что вся граница страны Британии была почти уничтожена и даже за пределами, и особенно по реке Уай, из-за частых ежедневных и ночных встреч между собой. Спустя какое-то время мир установился, земля была восстановлена их владельцам и с прежней властью, и в этих частях сформировался союз британцев. И правитель Ител восстановил оставшееся в живых свое достояние, хотя какое-то время разрушенное, а также восстановил епископу Бертгуину одиннадцать сословий, которые принадлежали церкви в дни перед бедствиями». Указанные поместья находятся в Эргинге. Тельпалдус — это сокращение Этельпалдуса, то есть Этельбальд. Все, что известно о пограничном конфликте, которое, несомненно, продолжалось в течение этого периода, состоит в том, что в или около 722 валлийцы одержали две победы в Южном Уэльсе. Точные места неясны. Венди Дэвис датирует правление Итела 710—745 годами..
Около 745 года он умер, и его сыновья поделили земли между собой: королём Гвента стал Фернвайл ап Ител, а Гливисингом стал править Рис ап Ител.